# David Zelag Goodman
David Zelag Goodman (Nova Iorque, 15 de janeiro de 1930 — Oakland, 26 de setembro de 2011) foi um dramaturgo e roteirista norte-americano.